# Терехов, Александр Александрович (генерал-майор)
Александр Александрович Терехов (бел. Аляксандр Аляксандравіч Церахаў) — белорусский военный деятель, генерал-майор (2017).

## Биография
Работал начальником Жлобинского городского отдела управления КГБ Республики Беларусь по Гомельской области. Был начальником 9-го отдела (экономическая безопасность) управления КГБ Республики Беларусь по Гомельской области.
В конце 2012 года назначен начальником главного управления экономической безопасности Комитета государственной безопасности Республики Беларусь.
С 23 мая 2014 года по 30 июня 2018 года работал начальником управления КГБ Республики Беларусь по Гродненской области.
6 июля 2017 года присвоено звание генерал-майора.
С 30 июня 2018 года по 2021 год работал начальником Управления КГБ Республики Беларусь по Могилевской области.
С 2021 года работает начальником Управления КГБ Республики Беларусь по г. Минску и Минской области.